# Centar Župa
Centar Župa (en macédonien : Центар Жупа  ; en turc : Merkez Jupa) est une commune de l'ouest de la Macédoine du Nord. Elle comptait 3 720 habitants en 2021 et s'étend sur 107,21 km2. Elle est majoritairement peuplée de Turcs.
Son territoire est limitrophe de ceux des communes macédoniennes de Debar et Struga ainsi que de l'Albanie. Elle possède une partie du lac de Debar et elle compte plusieurs villages : Centar Župa, où se trouve le siège administratif, Bayramovtsi, Balantsi, Brechtani, Brochtitsa, Vlasiḱi, Golem Papradnik, Gorno Melnitchani, Gorentsi, Dolgach, Dolno Melnitchani, Evla, Elevtsi, Jitineni, Kotchichta, Kodjadjik, Mal Papradnik, Novak, Osolnitsa, Odjovtsi, Parechi, Pralenik et Tsrno Botsi.

## Démographie
Lors du recensement de 2002, la commune comptait :
- Turcs : 5 023 (80,17 %)
- Macédoniens : 814 (12,49 %)
- Albanais :  437 (6,96 %)
- Autres : 25 (0,38 %)